# NGC 6335
Désignations
NGC 6335 est un groupe d'étoiles situé dans la constellation du Scorpion. L'astronome britannique John Herschel a enregistré la position de ce groupe le 27 juin 1837.